# El Amarillo
El Amarillo är en ort i Mexiko.   Den ligger i kommunen Amatitán och delstaten Jalisco, i den centrala delen av landet, 500 km väster om huvudstaden Mexico City. El Amarillo ligger 855 meter över havet och antalet invånare är 105.
Terrängen runt El Amarillo är huvudsakligen kuperad, men åt nordväst är den bergig. El Amarillo ligger nere i en dal som går i öst-västlig riktning. Runt El Amarillo är det mycket tätbefolkat, med 1 018 invånare per kvadratkilometer. Närmaste större samhälle är Tequila, 12,0 km väster om El Amarillo. Trakten runt El Amarillo består till största delen av jordbruksmark.